# Tênis de mesa nos Jogos Olímpicos de Verão de 2020 - Equipes masculinas
A competição por equipes masculinas do tênis de mesa nos Jogos Olímpicos de Verão de 2020 foi disputada entre 1 e 6 de agosto de 2021 no Ginásio Metropolitano de Tóquio, na capital japonesa. Um total de 48 mesa-tenistas de 16 Comitês Olímpicos Nacionais (CON) participaram do evento.

## Qualificação
Um total de 16 equipes se classificaram, sendo que cada continente (com as Américas sendo divididas em América do Norte e América do Sul pela Federação Internacional de Tênis de Mesa) tendo uma competição qualificatória para indicar um time cada. Outras nove equipes se classificaram através de uma qualificatória mundial em 2020. O Japão, na condição de país sede, também teve uma vaga garantida.

## Formato
As equipes são compostas por três jogadores. Cada confronto eliminatório entre as equipes será composto de cinco partidas, com a vencedora sendo a que vencer três. A ordem de uma confronto por equipes é o seguinte: uma partida de duplas e duas partidas de simples; se nenhum dos lados tiver vencido três partidas até este ponto, um máximo de mais duas partidas extras de simples são jogados.
|   |                         | Equipe ABC | vs | Equipe XYZ |
| - | ----------------------- | ---------- | -- | ---------- |
| 1 | Duplas                  | B + C      | vs | Y + Z      |
| 2 | Simples                 | A          | vs | X          |
| 3 | Simples                 | C          | vs | Z          |
| 4 | Simples (se necessário) | A          | vs | Y          |
| 5 | Simples (se necessário) | B          | vs | X          |

## Calendário
| P | Preliminares | QF | Quartas de final | SF | Semifinais | F | Finais |

| DataEvento         | 24 jul | 25 jul | 25 jul | 26 jul | 27 jul | 28 jul | 29 jul | 29 jul | 30 jul | 31 jul | 1 ago | 2 ago | 2 ago | 3 ago | 3 ago | 4 ago | 4 ago | 5 ago | 6 ago |
| ------------------ | ------ | ------ | ------ | ------ | ------ | ------ | ------ | ------ | ------ | ------ | ----- | ----- | ----- | ----- | ----- | ----- | ----- | ----- | ----- |
| Equipes masculinas |        |        |        |        |        |        |        |        |        |        | P     | P     | QF    | QF    |       | SF    | SF    |       | F     |

## Medalhistas
|  | CHN China                   |  | GER Alemanha                                   |  | JPN Japão                                |
|  | Fan Zhendong Ma Long Xu Xin |  | Dimitrij Ovtcharov Patrick Franziska Timo Boll |  | Jun Mizutani Koki Niwa Tomokazu Harimoto |

## Cabeças de chave
Os cabeças de chave foram definidos pelo ranking mundial de julho de 2021. Os resultados do sorteio foram anunciados em 21 de julho de 2021 no Ginásio Metropolitano de Tóquio. Cada equipe poderia nomear um jogador reserva para substituir um membro da equipe que ficasse impossibilitado de competir.
| Pos. | Equipe             | Mesa-tenistas (ranking mundial de julho de 2021) | Mesa-tenistas (ranking mundial de julho de 2021) | Mesa-tenistas (ranking mundial de julho de 2021) | Reserva                 |
| ---- | ------------------ | ------------------------------------------------ | ------------------------------------------------ | ------------------------------------------------ | ----------------------- |
| 1    | CHN China          | Fan Zhendong (1)                                 | Xu Xin (2)                                       | Ma Long (3)                                      | Wang Chuqin (14)        |
| 2    | GER Alemanha       | Dimitrij Ovtcharov (10)                          | Timo Boll (11)                                   | Patrick Franziska (17)                           | Benedikt Duda (44)      |
| 3    | JPN Japão          | Tomokazu Harimoto (4)                            | Koki Niwa (16)                                   | Jun Mizutani (18)                                | Yukiya Uda (37)         |
| 4    | KOR Coreia do Sul  | Jang Woo-jin (12)                                | Jeoung Young-sik (13)                            | Lee Sang-su (22)                                 | An Jae-hyun (36)        |
| 5    | SWE Suécia         | Mattias Falck (8)                                | Kristian Karlsson (33)                           | Anton Källberg (43)                              | Jon Persson (42)        |
| 6    | BRA Brasil         | Hugo Calderano (6)                               | Gustavo Tsuboi (38)                              | Vitor Ishiy (58)                                 | Eric Jouti (87)         |
| 7    | TPE Taipé Chinês   | Lin Yun-ju (7)                                   | Chuang Chih-yuan (28)                            | Chen Chien-an (67)                               | Liao Cheng-ting (121)   |
| 8    | FRA França         | Simon Gauzy (20)                                 | Emmanuel Lebesson (40)                           | Alexandre Cassin (134)                           |                         |
| 9    | POR Portugal       | Marcos Freitas (24)                              | Tiago Apolónia (57)                              | João Monteiro (70)                               | João Geraldo (92)       |
| 10   | CRO Croácia        | Tomislav Pucar (34)                              | Andrej Gaćina (49)                               | Frane Tomislav Kojić (89)                        | Filip Zeljko (233)      |
| 11   | HKG Hong Kong      | Wong Chun-ting (19)                              | Lam Siu-hang (94)                                | Ho Kwan-kit (102)                                | Ng Pak-nam (190)        |
| 12   | SLO Eslovênia      | Darko Jorgić (26)                                | Bojan Tokič (63)                                 | Deni Kožul (114)                                 | Peter Hribar (300)      |
| 13   | EGY Egito          | Omar Assar (41)                                  | Ahmed Saleh (46)                                 | Khalid Assar (126)                               | Mohamed El-Beiali (173) |
| 14   | USA Estados Unidos | Kanak Jha (30)                                   | Nikhil Kumar (178)                               | Xin Zhou (974)                                   | Feng Yijun (580)        |
| 15   | SRB Sérvia         | Žolt Peto (153)                                  | Marko Jevtović (218)                             | Dimitrije Levajac (383)                          |                         |
| 16   | AUS Austrália      | Hu Heming (131)                                  | Chris Yan (221)                                  | David Powell (250)                               |                         |

## Resultados
| Primeira rodada | Primeira rodada    | Primeira rodada |  |  | Quartas de final | Quartas de final  | Quartas de final |  |  | Semifinal | Semifinal         | Semifinal |  |                     | Final               | Final               | Final |
|                 |                    |                 |  |  |                  |                   |                  |  |  |           |                   |           |  |                     |                     |                     |       |
| 1               | CHN China          | 3               |  |  |                  |                   |                  |  |  |           |                   |           |  |                     |                     |                     |       |
| 13              | EGY Egito          | 0               |  |  | 1                | CHN China         | 3                |  |  |           |                   |           |  |                     |                     |                     |       |
| 11              | HKG Hong Kong      | 0               |  |  | 8                | FRA França        | 0                |  |  |           |                   |           |  |                     |                     |                     |       |
| 8               | FRA França         | 3               |  |  |                  |                   |                  |  |  | 1         | CHN China         | 3         |  |                     |                     |                     |       |
| 6               | BRA Brasil         | 3               |  |  |                  |                   |                  |  |  | 4         | KOR Coreia do Sul | 0         |  |                     |                     |                     |       |
| 15              | SRB Sérvia         | 2               |  |  | 6                | BRA Brasil        | 0                |  |  |           |                   |           |  |                     |                     |                     |       |
| 12              | SLO Eslovênia      | 1               |  |  | 4                | KOR Coreia do Sul | 3                |  |  |           |                   |           |  |                     |                     |                     |       |
| 4               | KOR Coreia do Sul  | 3               |  |  |                  |                   |                  |  |  |           |                   |           |  |                     | 1                   | CHN China           | 3     |
| 3               | JPN Japão          | 3               |  |  |                  |                   |                  |  |  |           |                   |           |  |                     | 2                   | GER Alemanha        | 0     |
| 16              | AUS Austrália      | 0               |  |  | 3                | JPN Japão         | 3                |  |  |           |                   |           |  |                     |                     |                     |       |
| 14              | USA Estados Unidos | 1               |  |  | 5                | SWE Suécia        | 1                |  |  |           |                   |           |  |                     |                     |                     |       |
| 5               | SWE Suécia         | 3               |  |  |                  |                   |                  |  |  | 3         | JPN Japão         | 2         |  |                     |                     |                     |       |
| 7               | TPE Taipé Chinês   | 3               |  |  |                  |                   |                  |  |  | 2         | GER Alemanha      | 3         |  |                     |                     |                     |       |
| 10              | CRO Croácia        | 0               |  |  | 7                | TPE Taipé Chinês  | 2                |  |  |           |                   |           |  | Disputa pelo bronze | Disputa pelo bronze | Disputa pelo bronze |       |
| 9               | POR Portugal       | 0               |  |  | 2                | GER Alemanha      | 3                |  |  |           |                   |           |  |                     | 4                   | KOR Coreia do Sul   | 1     |
| 2               | GER Alemanha       | 3               |  |  |                  |                   |                  |  |  |           |                   |           |  |                     | 3                   | JPN Japão           | 3     |

### Primeira rodada
| 1 de agosto 10:00 Relatório | Coreia do Sul KOR | 3 – 1 | SLO Eslovênia |  |

|                                | Partidas individuais           |       |                          |                              |
| Lee Sang-su / Jeoung Young-sik | Lee Sang-su / Jeoung Young-sik | 3 – 0 | Deni Kožul / Bojan Tokić | 11–8, 11–8, 11–6             |
| Jang Woo-jin                   | Jang Woo-jin                   | 3 – 2 | Darko Jorgić             | 7–11, 11–9, 11–8, 9–11, 11–5 |
| Jeoung Young-sik               | Jeoung Young-sik               | 1 – 3 | Bojan Tokić              | 11–9, 5–11, 5–11, 10–12      |
| Jang Woo-jin                   | Jang Woo-jin                   | 3 – 1 | Deni Kožul               | 11–6, 10–12, 11–9, 11–8      |
|                                |                                |       |                          |                              |

| 1 de agosto 10:00 Relatório | Taipé Chinês TPE | 3 – 0 | CRO Croácia |  |

|                                  | Partidas individuais             |       |                                      |                               |
| Chen Chien-an / Chuang Chih-yuan | Chen Chien-an / Chuang Chih-yuan | 3 – 2 | Frane Tomislav Kojić / Andrej Gaćina | 11–9, 6–11, 11–7, 14–16, 11–5 |
| Lin Yun-ju                       | Lin Yun-ju                       | 3 – 0 | Tomislav Pucar                       | 11–7, 11–6, 11–8              |
| Chuang Chih-yuan                 | Chuang Chih-yuan                 | 3 – 0 | Andrej Gaćina                        | 12–10, 11–3, 16–14            |
|                                  |                                  |       |                                      |                               |
|                                  |                                  |       |                                      |                               |

| 1 de agosto 14:30 Relatório | França FRA | 3 – 0 | HKG Hong Kong |  |

|                                      | Partidas individuais                 |       |                            |                         |
| Alexandre Cassin / Emmanuel Lebesson | Alexandre Cassin / Emmanuel Lebesson | 3 – 0 | Lam Siu-hang / Ho Kwan-kit | 12–10, 11–8, 11–6       |
| Simon Gauzy                          | Simon Gauzy                          | 3 – 1 | Wong Chun-ting             | 11–5, 7–11, 14–12, 11–9 |
| Emmanuel Lebesson                    | Emmanuel Lebesson                    | 3 – 0 | Ho Kwan-kit                | 12–10, 11–5, 11–4       |
|                                      |                                      |       |                            |                         |
|                                      |                                      |       |                            |                         |

| 1 de agosto 14:30 Relatório | Brasil BRA | 3 – 2 | SRB Sérvia |  |

|                              | Partidas individuais         |       |                             |                                |
| Vitor Ishiy / Gustavo Tsuboi | Vitor Ishiy / Gustavo Tsuboi | 1 – 3 | Zsolt Peto / Marko Jevtović | 7–11, 9–11, 11–8, 8–11         |
| Hugo Calderano               | Hugo Calderano               | 3 – 2 | Dimitrije Levajac           | 11–8, 11–13, 11–5, 10–12, 11–5 |
| Gustavo Tsuboi               | Gustavo Tsuboi               | 2 – 3 | Marko Jevtović              | 11–8, 11–8, 8–11, 6–11, 13–15  |
| Hugo Calderano               | Hugo Calderano               | 3 – 2 | Zsolt Peto                  | 11–9, 11–4, 9–11, 9–11, 11–8   |
| Vitor Ishiy                  | Vitor Ishiy                  | 3 – 0 | Dimitrije Levajac           | 11–6, 11–6, 14–12              |

| 1 de agosto 19:30 Relatório | Egito EGY | 0 – 3 | CHN China |  |

|                            | Partidas individuais       |       |                  |                  |
| Ahmed Saleh / Khalid Assar | Ahmed Saleh / Khalid Assar | 0 – 3 | Ma Long / Xu Xin | 4–11, 7–11, 3–11 |
| Omar Assar                 | Omar Assar                 | 0 – 3 | Fan Zhendong     | 4–11, 8–11, 5–11 |
| Khalid Assar               | Khalid Assar               | 0 – 3 | Xu Xin           | 9–11, 7–11, 2–11 |
|                            |                            |       |                  |                  |
|                            |                            |       |                  |                  |

| 1 de agosto 19:30 Relatório | Portugal POR | 0 – 3 | GER Alemanha |  |

|                                | Partidas individuais           |       |                               |                   |
| João Monteiro / Tiago Apolónia | João Monteiro / Tiago Apolónia | 0 – 3 | Patrick Franziska / Timo Boll | 15–17, 4–11, 9–11 |
| Marcos Freitas                 | Marcos Freitas                 | 0 – 3 | Dimitrij Ovtcharov            | 9–11, 7–11, 6–11  |
| Tiago Apolónia                 | Tiago Apolónia                 | 0 – 3 | Timo Boll                     | 3–11, 9–11, 8–11  |
|                                |                                |       |                               |                   |
|                                |                                |       |                               |                   |

| 2 de agosto 10:00 Relatório | Japão JPN | 3 – 0 | AUS Austrália |  |

|                          | Partidas individuais     |       |                       |                  |
| Koki Niwa / Jun Mizutani | Koki Niwa / Jun Mizutani | 3 – 0 | Hu Heming / Chris Yan | 11–7, 11–3, 11–8 |
| Tomokazu Harimoto        | Tomokazu Harimoto        | 3 – 0 | David Powell          | 11–4, 11–9, 11–7 |
| Jun Mizutani             | Jun Mizutani             | 3 – 0 | Chris Yan             | 11–4, 11–1, 11–9 |
|                          |                          |       |                       |                  |
|                          |                          |       |                       |                  |

| 2 de agosto 10:00 Relatório | Estados Unidos USA | 1 – 3 | SWE Suécia |  |

|                         | Partidas individuais    |       |                                    |                         |
| Nikhil Kumar / Xin Zhou | Nikhil Kumar / Xin Zhou | 0 – 3 | Kristian Karlsson / Anton Källberg | 6–11, 5–11, 5–11        |
| Kanak Jha               | Kanak Jha               | 3 – 1 | Mattias Falck                      | 9–11, 11–8, 11–9, 14–12 |
| Xin Zhou                | Xin Zhou                | 0 – 3 | Anton Källberg                     | 7–11, 8–11, 8–11        |
| Kanak Jha               | Kanak Jha               | 0 – 3 | Kristian Karlsson                  | 10–12, 5–11, 6–11       |
|                         |                         |       |                                    |                         |

### Quartas de final
| 2 de agosto 14:30 Relatório | Brasil BRA | 0 – 3 | KOR Coreia do Sul |  |

|                              | Partidas individuais         |       |                                |                              |
| Vitor Ishiy / Gustavo Tsuboi | Vitor Ishiy / Gustavo Tsuboi | 0 – 3 | Lee Sang-su / Jeoung Young-sik | 6–11, 2–11, 10–12            |
| Hugo Calderano               | Hugo Calderano               | 0 – 3 | Jang Woo-jin                   | 6–11, 8–11, 10–12            |
| Gustavo Tsuboi               | Gustavo Tsuboi               | 2 – 3 | Jeoung Young-sik               | 6–11, 11–8, 4–11, 11–8, 7–11 |
|                              |                              |       |                                |                              |
|                              |                              |       |                                |                              |

| 2 de agosto 19:30 Relatório | China CHN | 3 – 0 | FRA França |  |

|                  | Partidas individuais |       |                                      |                                |
| Ma Long / Xu Xin | Ma Long / Xu Xin     | 3 – 0 | Alexandre Cassin / Emmanuel Lebesson | 11–6, 11–5, 11–7               |
| Fan Zhendong     | Fan Zhendong         | 3 – 2 | Simon Gauzy                          | 10–12, 12–10, 8–11, 11–5, 11–7 |
| Xu Xin           | Xu Xin               | 3 – 0 | Emmanuel Lebesson                    | 11–8, 11–5, 11–6               |
|                  |                      |       |                                      |                                |
|                  |                      |       |                                      |                                |

| 3 de agosto 10:00 Relatório | Suécia SWE | 1 – 3 | JPN Japão |  |

|                                    | Partidas individuais               |       |                               |                          |
| Kristian Karlsson / Anton Källberg | Kristian Karlsson / Anton Källberg | 1 – 3 | Koki Niwa / Tomokazu Harimoto | 8–11, 11–13, 11–8, 9–11  |
| Mattias Falck                      | Mattias Falck                      | 3 – 1 | Jun Mizutani                  | 11–3, 11–9, 10–12, 11–8  |
| Anton Källberg                     | Anton Källberg                     | 1 – 3 | Tomokazu Harimoto             | 12–10, 9–11, 9–11, 10–12 |
| Mattias Falck                      | Mattias Falck                      | 0 – 3 | Koki Niwa                     | 10–12, 5–11, 6–11        |
|                                    |                                    |       |                               |                          |

| 3 de agosto 14:30 Relatório | Taipé Chinês TPE | 2 – 3 | GER Alemanha |  |

|                                  | Partidas individuais             |       |                               |                                 |
| Chuang Chih-yuan / Chen Chien-an | Chuang Chih-yuan / Chen Chien-an | 1 – 3 | Patrick Franziska / Timo Boll | 0–11, 11–6, 6–11, 10–12         |
| Lin Yun-ju                       | Lin Yun-ju                       | 3 – 2 | Dimitrij Ovtcharov            | 10–12, 14–12, 11–7, 12–14, 11–7 |
| Chen Chien-an                    | Chen Chien-an                    | 0 – 3 | Timo Boll                     | 4–11, 4–11, 6–11                |
| Lin Yun-ju                       | Lin Yun-ju                       | 3 – 0 | Patrick Franziska             | 11–9, 13–11, 11–6               |
| Chuang Chih-yuan                 | Chuang Chih-yuan                 | 0 – 3 | Dimitrij Ovtcharov            | 8–11, 9–11, 7–11                |

### Semifinal
| 4 de agosto 14:30 Relatório | Coreia do Sul KOR | 0 – 3 | CHN China |  |

|                                | Partidas individuais           |       |                  |                               |
| Jeoung Young-sik / Lee Sang-su | Jeoung Young-sik / Lee Sang-su | 0 – 3 | Xu Xin / Ma Long | 5–11, 5–11, 8–11              |
| Jang Woo-jin                   | Jang Woo-jin                   | 0 – 3 | Fan Zhendong     | 7–11, 9–11, 14–16             |
| Lee Sang-su                    | Lee Sang-su                    | 2 – 3 | Ma Long          | 9–11, 8–11, 11–9, 15–13, 6–11 |
|                                |                                |       |                  |                               |
|                                |                                |       |                  |                               |

| 4 de agosto 19:30 Relatório | Japão JPN | 2 – 3 | GER Alemanha |  |

|                          | Partidas individuais     |       |                               |                              |
| Koki Niwa / Jun Mizutani | Koki Niwa / Jun Mizutani | 2 – 3 | Patrick Franziska / Timo Boll | 2–11, 3–11, 11–9, 11–8, 7–11 |
| Tomokazu Harimoto        | Tomokazu Harimoto        | 3 – 1 | Dimitrij Ovtcharov            | 7–11, 13–11, 11–5, 11–9      |
| Jun Mizutani             | Jun Mizutani             | 1 – 3 | Timo Boll                     | 11–7, 11–13, 7–11, 7–11      |
| Tomokazu Harimoto        | Tomokazu Harimoto        | 3 – 2 | Patrick Franziska             | 5–11, 9–11, 11–5, 11–9, 11–9 |
| Koki Niwa                | Koki Niwa                | 0 – 3 | Dimitrij Ovtcharov            | 9–11, 7–11, 8–11             |

### Disputa pelo bronze
| 6 de agosto 11:00 Relatório | Coreia do Sul KOR | 1 – 3 | JPN Japão |  |

|                                | Partidas individuais           |       |                          |                         |
| Lee Sang-su / Jeoung Young-sik | Lee Sang-su / Jeoung Young-sik | 1 – 3 | Jun Mizutani / Koki Niwa | 9–11, 11–8, 13–15, 5–11 |
| Jang Woo-jin                   | Jang Woo-jin                   | 1 – 3 | Tomokazu Harimoto        | 7–11, 11–8, 10–12, 7–11 |
| Jeoung Young-sik               | Jeoung Young-sik               | 3 – 0 | Koki Niwa                | 11–3, 11–8, 11–7        |
| Jang Woo-jin                   | Jang Woo-jin                   | 0 – 3 | Jun Mizutani             | 12–14, 9–11, 8–11       |
|                                |                                |       |                          |                         |

### Final
| 6 de agosto 19:30 Relatório | China CHN | 3 – 0 | GER Alemanha |  |

|                  | Partidas individuais |       |                               |                              |
| Xu Xin / Ma Long | Xu Xin / Ma Long     | 3 – 0 | Patrick Franziska / Timo Boll | 11–7, 11–3, 11–9             |
| Fan Zhendong     | Fan Zhendong         | 3 – 2 | Dimitrij Ovtcharov            | 3–11, 11–6, 9–11, 11–5, 11–3 |
| Ma Long          | Ma Long              | 3 – 1 | Timo Boll                     | 11–5, 11–9, 11–13, 11–7      |
|                  |                      |       |                               |                              |
|                  |                      |       |                               |                              |